# Daniel Soukup
Daniel Soukup (* 1981, Plzeň) je český judaista a literární historik.

## Životopis
Je absolventem Filozofické fakulty Univerzity Palackého v Olomouci, kde vystudoval nejprve obor historie - česká filologie (2001–2007) a následně doktorské studium dějin české literatury na Katedře bohemistiky (2007–2013).
Od roku 2008 vyučuje v Centru judaistických studií Kurta a Ursuly Schubertových na Filozofické fakultě Univerzity Palackého, v roce 2010 se stal odborným pracovníkem Centra pro studium holokaustu a židovské literatury při Ústavu české literatury a komparatistiky Filozofické fakulty Univerzity Karlovy. Od roku 2011 působí také v Oddělení starší české literatury Ústavu pro českou literaturu Akademie věd ČR, které v letech 2013–2023 také vedl.
Odborně se zaměřuje na starší české písemnictví, zejména na středověkou a raně novověkou literaturu s židovskou tematikou, obrazem Židů a židovství v literatuře, problematikou násilí na Židech v dějinách i v literatuře a dějinami židovských komunit na Moravě.